# ابوعلایج وسطی
ابوعلایج وسطی، روستایی از توابع بخش مرکزی شهرستان بندر ماهشهر در استان خوزستان ایران است.البو علایج وسطی دارای آب و هوای گرم و مرطوب می‌باشد. دمای آن بین ۵۰ درجه در تابستان تا صفر درجه در زمستان تغییر می‌کند. ماهشهر دارای شرجی‌های شدید و آزاردهنده در تابستان یعنی ماه‌های تیر، مرداد و شهریور می‌باشد به شکلی که رطوبت نسبی تا۱۰۰٪ می‌رسد.[۴] میانگین باران سالیانه ان حدود ۲۳۳ میلیمتر است. البوعلایج علیا به سبب واقع شدن در جلگه خوزستان دارای خاک آبروفتی و نسبتاً مناسب برای رشد گیاهان گرمسیری است به‌طوری که در فصول بارندگی در صورت نزول مناسب رحمت الهی دارای طبیعتی سرسبز می‌باشد. در منطقه البوعلایج وسطی به‌طور پراکنده درختان کُنار و گز وبرهان ومورد (یا کانیکارپوس) ونخل وکُر (یا بی عار) دیده می‌شود.[۵]

## جمعیت
این روستا در دهستان جراحی قرار دارد و براساس سرشماری مرکز آمار ایران در سال ۱۳۸۵، جمعیت آن ۵۸ نفر (۱۱خانوار) بوده‌است.